# Vavis
Vavis (griechisch Βάβης) war ein griechischer Sportschütze, der an den Olympischen Sommerspielen 1896 teilnahm. Er trat im Wettbewerb mit der Dienstpistole an, wo er nicht unter die ersten fünf kam. Genauere Ergebnisse sind nicht bekannt.